# Tiết trúc nhân sâm
Tiết trúc nhân sâm, Tiết trúc sâm  (danh pháp hai phần: Panax bipinnatifidus) là một loài cây thuộc Họ Cuồng (Araliaceae), là tên gọi chỉ loại sâm quý hiếm được tìm thấy tại Tây Tạng và Tây Bắc Việt Nam tại dãy Hoàng Liên Sơn.

## Đặc điểm
Tiết trúc nhân sâm được phát hiện ở độ cao từ 2.100m trở lên (có tài liệu cho biết cao độ tìm thấy tiết trúc nhân sâm là khoảng 2.400m), đạt mật độ cao nhất ở khoảng từ 2.800-3.000m dưới tán rừng già, và cho tới nay chỉ có dãy núi Hoàng Liên Sơn còn tồn tại sâm này. Tiết trúc nhân sâm mọc tập trung dưới đỉnh Fansipan, một ngọn núi cao 3.143m. Đây là một loại cây thân thảo sống lâu năm, cao 40 cm đến 100 cm, thoạt nhìn rất giống nhân sâm Triều Tiên, nhưng nhìn kỹ sẽ thấy thân rễ có sẹo và các đốt như đốt trúc do thân khí sinh rụng hàng năm để lại (tiết trúc).
Tiết trúc nhân sâm có dạng thân khí sinh thẳng đứng, màu lục hoặc hơi tím, nhỏ, có đường kính thân độ 4-8mm, thường tàn lụi hàng năm tuy thỉnh thoảng cũng tồn tại một vài thân trong vài năm. Thân rễ có đường kính 1–2 cm, mọc bò ngang như củ hoàng tinh trên hoặc dưới mặt đất độ 1–3 cm, mang nhiều rễ nhánh và củ. Các thân mang lá và tương ứng với mỗi thân mang lá là một đốt dài khoảng 0,5-0,7 cm, tuy sâm chỉ có một lá duy nhất không rụng suốt từ năm thứ 1 đến năm thứ 3 và chỉ từ năm thứ 4 trở đi mới có thêm 2 đến 3 lá. Trên đỉnh của thân mang lá là lá kép hình chân vịt mọc vòng với 3-5 nhánh lá. Cuống lá kép dài 6-12mm, mang 5 lá chét, lá chét ở chính giữa lớn hơn cả với độ dài 12–15 cm, rộng 3–4 cm. Lá chét phiến hình bầu dục, mép khía răng cưa, chóp nhọn, lá có lông ở cả hai mặt. Cây 4-5 năm tuổi có hoa hình tán đơn mọc dưới các lá thẳng với thân, cuống tán hoa dài 10–20 cm có thể kèm 1-4 tán phụ hay một hoa riêng lẻ ở phía dưới tán chính. Mỗi tán có 60-100 hoa, cuống hoa ngắn 1-1.5 cm, lá đài 5, cánh hoa 5, màu vàng nhạt, nhị 5, bầu một ô với 1 vòi nhụy. Quả mọc tập trung ở trung tâm của tán lá, dài độ 0,8 cm-1 cm và rộng khoảng 0,5 cm-0,6 cm, sau hai tháng bắt đầu chuyển từ màu xanh đến xanh thẫm, vàng lục, khi chín ngả màu đỏ cam với một chấm đen không đều ở đỉnh quả. Mỗi quả chứa một hạt, một số quả chứa 2 hạt và số quả trên cây bình quân khoảng 10 đến 30 quả.
Mọc dưới tán rừng ẩm, nhiều mùn, thích hợp với nhiệt độ ban ngày từ 10 °C-15 °C, ban đêm 0 °C-5 °C, tiết trúc nhân sâm có thể sống rất lâu, thậm chí trên 800 năm, sinh trưởng khá chậm. Bộ phận dùng làm thuốc chủ yếu là thân rễ, củ và ngoài ra cũng có thể dùng lá và rễ con. Vào đầu tháng 1 hàng năm, sâm xuất hiện chồi mới sau mùa ngủ đông, thân khí sinh lớn dần lên thành cây sâm trưởng thành có 1 tán hoa. Từ tháng 4 đến tháng 6, cây nở hoa và kết quả. Tháng 7 bắt đầu có quả chín và kéo dài đến tháng 9. Cuối tháng 10, phần thân khí sinh tàn lụi dần, lá rụng, để lại một vết sẹo ở đầu củ sâm và cây bắt đầu giai đoạn ngủ đông hết tháng 12. Chính căn cứ vào vết sẹo trên đầu củ mỗi mùa đông đến mà người ta có thể nhận biết cây sâm bao nhiêu tuổi, phải ít nhất 3 năm tuổi tức trên củ có một sẹo (sau 3 năm đầu sâm chỉ rụng một lá) mới có thể khai thác, khuyến cáo là trên 5 năm tuổi. Mùa đông cũng là mùa thu hoạch tốt nhất phần thân rễ của sâm.

## Tác dụng
Khi nhắc đến các loại nhân sâm ai cũng đều nghĩ nó như là một vị thuốc bổ, tăng thể lực, chống suy nhược cơ thể, và tiết trúc nhân sâm cũng vậy. Sâm kích thích toàn bộ các hoạt động của não bộ chống suy nhược cơ thể, gia tăng sức đề kháng và phòng chống các loại mầm mống gây ung thư và hỗ trợ thuốc chữa ung thư. Ngoài những tác dụng trên cơ sở khoa học đã nghiên cứu về đặc tính chung của các loại nhân sâm, tiết trúc nhân sâm còn ẩn chứa các đặc tính nổi trội mà không phải bất kì loại nhân sâm nào cũng có được. Đó là:
– Chống oxy hóa (Antioxidant) chống lão hóa.
– Phòng chống các loại ung thư Hỗ trợ thuốc chữa ung thư.
– Gia tăng sức đề kháng không đặc hiệu Suy giảm miễn dịch.
– Giúp làn da trở lên trắng sáng và căng trẻ, mịn màng.
– Tăng cường thể lực, phòng chống suy nhược cơ thể.
– Kích thích các hoạt động não bộ Suy nhược tinh thần.
– Tác dụng kiểu nội tiết tố sinh lý.Chống suy nhược sinh lý.
– Tăng tạo hồng cầu, tiểu cầu Chữa thiếu máu, suy tiểu cầu.
– Antistress giải lo âu và chống trầm cảm Các bệnh lý gây ra bởi stress.
– Tăng cường chức năng gan và bảo vệ tế bào gan chống xơ gan và giải độc gan.
– Giảm cholesterol huyết, giảm lipid, chống xơ vữa động mạch.
– Giảm đường huyết hiệp lực với thuốc hạ đường huyết Bệnh tiểu đường.
– Điều hòa hoạt động tim mạch Loạn nhịp tim và hạ huyết áp.
– Đặc hiều với vi khuẩn Streptococi Chữa viêm họng hạt.

## Liều lượng và cách dùng
Tiết trúc nhân sâm được dùng rộng rãi cho mọi lứa tuổi, từ người già đến trẻ em, rất tốt cho người trong thời kỳ dưỡng bệnh giúp phục hồi sức khỏe nhanh chóng. Có 3 cách dùng sau:
- Dùng sâm tươi: bảo quản ở ngăn mát tủ lạnh, nếu ngâm cùng mật ong thì cắt thành từng lát mỏng.
- Dùng sâm khô: cứ 1 kg sâm khô thì tương đương 5 kg sâm tươi nên liều dùng sẽ ít hơn 5 lần so với dùng sâm tươi.
- Dùng sâm để ngâm rượu: rửa thật sạch sâm và rửa qua bằng rượu, để khô củ sâm và cho vào bình thủy tinh đổ rượu vào với nồng độ từ 40 – 50 độ rồi đậy nắp kín, ngâm trong thời gian khoảng 3 tháng bắt đầu dùng được. Với trọng lượng từ 100 gam sâm cho vào 2 – 3 lít rượu, mỗi ngày dùng từ 50 ml – 100 ml

## Lưu ý sử dụng
Phụ nữ đang mang thai tuyệt đối không được sử dụng tiết trúc nhân sâm vì sâm có tác dụng tăng cường nội tiết tố sinh dục và co bóp thành tử cung nên sẽ gây ảnh hưởng đến thai nhi. Cũng như các loại sâm khác, tiết trúc nhân sâm cũng không được dùng trong các trường hợp: đau bụng (thể hàn, tiết tả…), đầu bụng, chướng bụng sẽ nguy hiểm đến tính mạng. Ngoài ra, những người cao huyết áp cũng không nên sử dụng tiết trúc nhân sâm. Tránh dùng sâm vào buổi chiều hoặc tối đối với người mất ngủ.
Khi dùng sâm với trẻ em, sâm chỉ được dùng (thường là dùng bổ sung) khi trẻ bị suy dinh dưỡng, còi xương, thiếu máu, suy nhược cơ thể,… Còn với các trẻ có thể chất khỏe mạnh, phát triển bình thường không mắc các bệnh lý thuộc hư chứng thì không được dùng tiết trúc nhân sâm.